# Classe mista 3ª A
Classe mista 3ª A è un film commedia del 1996, diretto da Federico Moccia.

## Trama
Giunto l'autunno, in un liceo classico statale romano gli studenti di una terza mista, la 3ª A, si apprestano ad affrontare l'anno del diploma e l'esame di maturità, anche se molti di loro lasciano perdere lo studio per dedicarsi all'amore: viene messa in risalto la vicenda di Stefano, che lascia la sua fidanzata Anna per mettersi con la bella Caterina, arrivata da poco nella scuola e che viene molestata sessualmente dall'amico di lui, Gianluca. Oltre a questa, ci sono anche le storie di Giuliano, "boro" dal cuore tenero che fa di tutto per impressionare la sua fidanzata Alex, venendo però scaricato da quest'ultima che si mette con un aristocratico; o la decisione poi ritrattata di Alba, detta "Monroe" per via della sua somiglianza con la famosa attrice, di lasciare che il suo professore di chimica, non nuovo ad adescare studentesse, abbia un rapporto sessuale con lei per far sì che lei e le sue amiche vengano ammesse all'esame.
Quando l'anno scolastico sarà finito, Stefano riceverà una lettera che lo indurrà a "travestirsi" da appassionato di Jim Morrison per conquistare un'altra compagna di classe.

## Produzione
Si tratta del secondo film del regista romano dopo il suo esordio non positivo nel 1987 con Palla al centro. Anche questo film ha avuto scarso successo al botteghino. Cionondimeno è stato regolarmente trasmesso su Italia 1 fino ai primi anni 2010, spesso anticipato da un martellante spot che mostrava alcune battute divertenti del film e il cameo di Paolo Bonolis.

## Cameo
- Paolo Bonolis compare nella parte di un commesso rasta di un negozio di animali.
- Lo stesso regista del film interpreta la parte di un carrozziere che colora di nero il cane rubato alla professoressa.

## Colonna sonora
La colonna sonora è stata composta da Federico Landini.
Altre canzoni presenti nel film:
- Blunero - Dreams
- Sylvester - You Make Me Feel (Mighty Real)
- Alexia - Summer Is Crazy
- Whigfield - Close To You
- Whigfield - Saturday Night
- New System - This Is The Night
- Sandy & Papo - Mueve Mueve